# Johnny Jameson
Johnny Charles Jameson (Belfast, 11 marzo 1958) è un ex calciatore nordirlandese, di ruolo ala.

## Carriera
Con la Nazionale nordirlandese ha preso parte ai Mondiali 1982.

## Palmarès

### Club

#### Competizioni nazionali
- City Cup: 1

Bangor City: 1976-1977
- Campionato nordirlandese: 3

Linfield: 1978-1979, 1979-1980
Glentoran: 1980-1981
- Irish Cup: 2

Linfield: 1979-1980
Glentoran: 1982-1983